# Герб Капської колонії
Герб Капської колонії був офіційним геральдичним символом Капської колонії як британської колонії з 1875 до 1910 рік і як провінції Південної Африки з 1910 до 1994 рік.

## Історія
Прийняття герба стало запізнілою відповіддю на запит британського уряду в 1869 році про дизайн значка прапора для ідентифікації колонії. Покладання фундаменту до нової будівлі парламенту в травні 1875 р. Було розглянуто як гарну нагоду для його впровадження. Відповідно до адвоката Кейптауна, який цікавиться геральдикою, Чарльза Акена Фейрбріджа (1824—1893), було запропоновано розробити герб для колонії.
Камінь-фундамент колоніального парламенту був закладений 12 травня 1875 року. Як пише газета "Мис Аргус ", «помітною рисою видовища був новий колоніальний прапор, піднятий нагорі над наріжним каменем, з геральдичним екрануванням, оточенням та девізами, вивішеними на прапорі Союзу та Королівському штандарті, що витав із вітру з найвищим прапором у центрі».
Королева Вікторія офіційно надала зброю Королівським варантом через рік, 29 травня 1876 р.
Після того як колонія стала провінцією Південно-Африканського Союзу в 1910 році, її адміністрація взяла на себе герб. Вони використовувались як провінційний герб, доки Капський регіон не був розділений на три менші провінції в 1994 році.

## Блазон
Оригінальний блазон був такий:

- У червоному полі золотий лев між трьома золотими кільцями; у срібній главі три сині кола, кожен обтяжений золотою лілією.
- Клейнод: фігура Надії у блакитних шатах, що спирається правицею на скелю і підтримує лівицею чорний переплетений канатом якір.
- Щитотримачі: гну і орікс (гемсбок).
- Девіз: SPES BONA.

Символіка герба проста. Лев — південноафриканська тварина, що присутній на гербах двох колоніальних держав, які правили на мисі, Нідерландах і Великої Британії. Кільця були взяті з герба засновника колонії Яна ван Рібека. Геральдична лілія символізує внесок гугенотів у ранню історію країни. Клейнод — Леді Доброї Надії з якорем, вперше представлений як символ колонії в 1715 році. Щитотримачі — антилопа гну та орікс — це дві типові тварини для Південної Африки. Девіз «Spes Bona» означає просто «добра надія».
Нова версія герба представлена в 1952 році. Сукню Надії змінили на біле, і їй дали синю мантію. Герб був записаний в цьому форматі в Геральдичному коледжі в липні 1955 р. та зареєстрований в Геральдичному бюро в 1967 р.